# Curt Schmalenbach
Curt Schmalenbach, född 24 februari 1910 i Wuppertal, död 15 juni 1944 i en flygolycka vid Comosjön, var en tysk läkare. 
Schmalenbach deltog i Tredje rikets så kallade eutanasiprogram Aktion T4 och tillhörde ledningen vid eutanasianstalterna (NS-Tötungsanstalt) Sonnenstein och Hadamar. Han var även involverad i Aktion 14f13. Schmalenbach var därtill förbindelseman mellan Aktion T4:s centralkontor i Berlin och de enskilda eutanasianstalterna.